# Grand View University
Grand View University – prywatna amerykańska protestancka uczelnia (uniwersytet sztuk wyzwolonych), mająca główną siedzibę w Des Moines, w stanie Iowa. Założona w 1896 roku przez duński American Evangelical Lutheran Church. Do 2008 roku college. 
Szkoła oferuje programy academic degree i kształci specjalistów w zakresie zdrowia psychicznego, medycyny sportowej, przywództwa, edukacji i zarządzania w sporcie.
Na niższym poziomie undergraduate degree ma swojej ofercie ponad 40 kierunków.

## Sport
Uczelnia jest członkiem NAIA, HAAC i NACE. Jej drużyny występują jako Vikings.